# Prolycosides amblygyna
Prolycosides amblygyna Mello-Leitão, 1942 è un ragno appartenente alla famiglia Lycosidae.
È l'unica specie nota del genere Prolycosides.

## Distribuzione
L'unica specie oggi nota di questo genere è stata rinvenuta in Argentina.

## Tassonomia
Descritto originariamente come sottogenere, è stato elevato al rango di genere a sé a seguito di un lavoro dell'aracnologo Roewer (1955c).
Ritenuto sottogenere di Lycorma Simon, 1885 a seguito di un lavoro dell'aracnologo Guy del 1966 (denominazione sinonimizzata).
Dal 1955 non sono stati esaminati altri esemplari, né sono state descritte sottospecie al 2017.